# Joe Bird
Joe Bird (Liverpool, 8 aprile 2007) è un attore australiano.

## Biografia
Nato a Liverpool, ma cresciuto Adelaide, Joe Bird ha esordito al cinema nel 2017 con il film Rabbit ed è noto per il ruolo di Riley in Talk To Me (2023).

## Filmografia

### Cinema
- Rabbit, regia di Luke Shanahan (2017)
- Treasure, regia di Robbie Greenwell (2021) - cortometraggio
- Talk to Me, regia di Danny Philippou e Michael Philippou (2022)

### Televisione
- First Day serie TV, 4 episodi (2021)

## Doppiatori italiani
- Diego Follega in Talk to Me